# تيريزا سيرانو

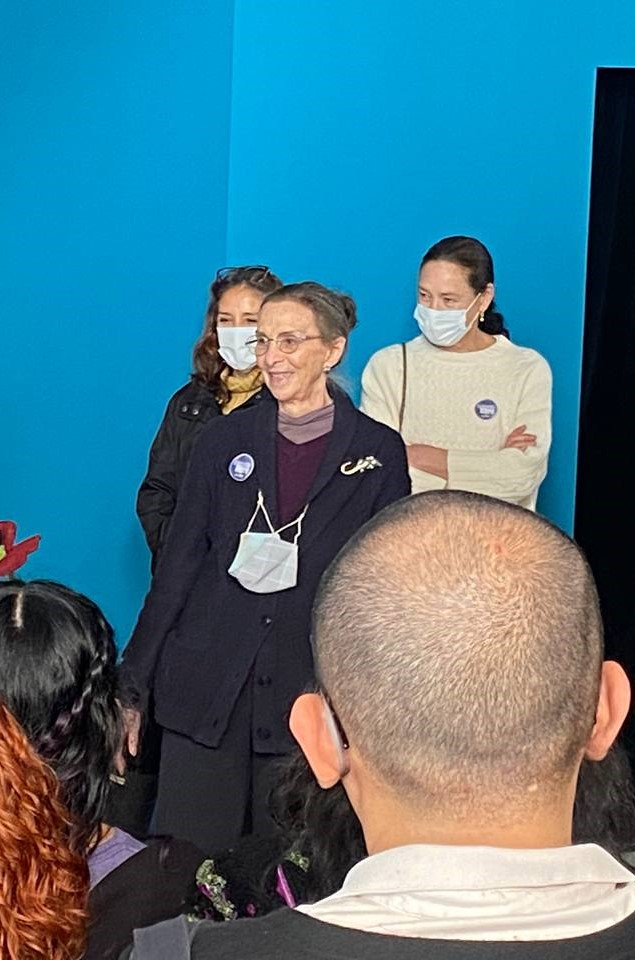
الفنانة التشكيلية المكسيكية تيريزا سيرانو خلال جولة إرشادية في معرض "صرخات، همسات وإيماءات" في متحف تشوبو الجامعي، عام 2023.

تيريزا سيرانو (بالإسبانية: Teresa Serrano) هي فنانة تشكيلية مكسيكية، ولدت في 1936 في مدينة مكسيكو في المكسيك.

## وصلات خارجية
- الموقع الرسمي